# Phrurolithus dianchiensis
Phrurolithus dianchiensis là một loài nhện trong họ Phrurolithidae.
Loài này thuộc chi Phrurolithus. Phrurolithus dianchiensis được miêu tả năm 1997 bởi Chang-Min Yin et al..